# پنتا واتر

پنتا واتر نام تجاری آب بسته‌بندی‌شده است که توسط United Bever، مستقر در جنوب کالیفرنیا است تولید می‌شود. پتا واتر آب خود را از طریق فرایند ثبت اختراع فیزیک تولید می‌کند. ادعا شده‌است که آب حاصل از مزایای سلامتی خاص، مورد بحث قرار گرفته‌است.

## تاریخ
آب پنتا توسط بیل هالووی در کارلسباد، کالیفرنیا ایجاد شد. هالووی توضیح می‌دهد که وی به فیبرومیالژیا مبتلا شده‌است که ادعا می‌کند به دلیل کار با جیوه در کار قبلی بوده‌است. پسرش، مایک هالووی، پس از آن به فرمول آب بسیار تمیز به‌طور تصادفی رسید، و آب حاصل از آن "باعث شد او احساس بهتری داشته باشد و زندگی نسبتاً عادی را طی کند." در این مرحله او فهمید که باید این آب را تولید کند و بفروشد. 
این شرکت مستقر در کالیفرنیای جنوبی حق ثبت اختراع Penta Water را در سال ۲۰۰۹ بدست آورد و تا سال ۲۰۱۹ هنوز هم در حال تولید و توزیع آب است. 